# Erich Hoyer (Politiker)
Erich Hoyer († 2. April 1597 in Bremen) war ein deutscher Politiker, Bremer Ratsherr und Bremer Bürgermeister.

## Biografie
Erich Hoyer war der Sohn von Bürgermeister Diedrich Hoyer dem Älteren. Er studierte Rechtswissenschaften und promovierte zum Dr. jur. Sein Vater zog 1542 als Pächter in Burg Blomendal ein. Die Familie blieb im Haus ansässig.
 
Er war seit 1562 Bremer Ratsherr und auch 1562 Bremer Bürgermeister. Er erwarb das Gut Hodenberg in Bremen-Oberneuland.
Während seiner Amtszeit ritte er 1580 dem lutherischen Erzbischof von Bremen Heinrich III. beim Huldigungseinzug bis nach Oslebshausen entgegen.
Verheiratet war er mit Metje Hoyer geb. Stenouen. Sein Sohn war Bürgermeister Diedrich Hoyer der Jüngere.